# Gran Premio di superbike di Donington 1992
Il Gran Premio di Superbike di Donington 1992 è stata la seconda prova su tredici del campionato mondiale Superbike 1992,è stato disputato il 20 aprile, di lunedì diversamente da quasi tutte le altre gare, sul Circuito di Donington Park e ha visto la vittoria di Raymond Roche in gara 1, mentre la gara 2 è stata vinta da Carl Fogarty che ottiene in questa occasione la sua prima vittoria nel campionato mondiale Superbike.
I piloti iscritti alla gara furono numerosi e si dovette effettuare le qualificazioni in due gruppi, per arrivare a 36 piloti ammessi alla partenza delle gare.

## Risultati

### Gara 1

#### Arrivati al traguardo[3]
| Pos. | Nº | Pilota               | Motocicletta | Tempo     | Griglia | Punti |
| ---- | -- | -------------------- | ------------ | --------- | ------- | ----- |
| 1º   | 2  | Raymond Roche        | Ducati       | 40:57.600 | 3º      | 20    |
| 2º   | 5  | Fabrizio Pirovano    | Yamaha       | +0:00.090 | 11º     | 17    |
| 3º   | 17 | Scott Russell        | Kawasaki     | +0:00.620 | 9º      | 15    |
| 4º   | 3  | Robert Phillis       | Kawasaki     | +0:05.210 | 8º      | 13    |
| 5º   | 13 | Aaron Slight         | Kawasaki     | +0:17.030 | 7º      | 11    |
| 6º   | 1  | Doug Polen           | Ducati       | +0:17.560 | 2º      | 10    |
| 7º   | 4  | Stéphane Mertens     | Ducati       | +0:22.300 | 12º     | 9     |
| 8º   | 20 | Jean-Yves Mounier    | Yamaha       | +0:23.430 | 23º     | 8     |
| 9º   | 98 | Ray Stringer         | Kawasaki     | +0:24.650 | 17º     | 7     |
| 10º  | 8  | Baldassarre Monti    | Honda        | +0:25.770 | 22º     | 6     |
| 11º  | 32 | James Whitham        | Suzuki       | +0:26.510 | 16º     | 5     |
| 12º  | 48 | Daniel Amatriaín     | Ducati       | +0:26.960 | 10º     | 4     |
| 13º  | 30 | John Reynolds        | Kawasaki     | +0:27.050 | 13º     | 3     |
| 14º  | 12 | Jeffry de Vries      | Yamaha       | +0:29.730 | 15º     | 2     |
| 15º  | 60 | Christer Lindholm    | Yamaha       | +0:38.290 | 21º     | 1     |
| 16º  | 9  | Giancarlo Falappa    | Ducati       | +0:38.740 | 5º      |       |
| 17º  | 93 | Piergiorgio Bontempi | Kawasaki     | +0:54.950 | 27º     |       |
| 18º  | 96 | Simon Crafar         | Honda        | +0:57.180 | 29º     |       |
| 19º  | 55 | Florian Ferracci     | Ducati       | +0:59.470 | 18º     |       |
| 20º  | 58 | Richard Arnaiz       | Honda        | +1:00.200 | 30º     |       |
| 21º  | 37 | Trevor Nation        | Ducati       | +1:00.720 | 28º     |       |
| 22º  | 52 | Bruno Bonhuil        | Yamaha       | +1:06.280 | 31º     |       |
| 23º  | 31 | Ian Simpson          | Kawasaki     | +1:16.210 | 25º     |       |
| 24º  | 94 | Christophe Guyot     | Honda        | +1:24.260 | 34º     |       |
| 25º  | 57 | Jéhan D'Orgeix       | Kawasaki     | +1:24.860 | 32º     |       |

#### Ritirati
| Nº  | Pilota           | Motocicletta | Giri     | Griglia |
| --- | ---------------- | ------------ | -------- | ------- |
| 85  | Ernst Gschwender | Kawasaki     | +2 giri  | 20º     |
| 49  | Virginio Ferrari | Ducati       | +2 giri  | 24º     |
| 101 | Vittorio Scatola | Kawasaki     | +9 giri  | 36º     |
| 82  | René Rasmussen   | Yamaha       | +13 giri | 26º     |
| 21  | Robert McElnea   | Yamaha       | +16 giri | 14º     |
| 7   | Carl Fogarty     | Ducati       | +17 giri | 1º      |
| 70  | Andreas Meklau   | Ducati       | +18 giri | 35º     |
| 39  | Roger Bennett    | Ducati       | +19 giri | 33º     |
| 6   | Terry Rymer      | Kawasaki     | +20 giri | 6º      |
| 59  | Takahiro Sohwa   | Kawasaki     | +21 giri | 4º      |
| 67  | Vittorio Scatola | Kawasaki     | +25 giri | 36º     |

### Gara 2

#### Arrivati al traguardo[4]
| Pos. | Nº | Pilota            | Motocicletta | Tempo     | Griglia | Punti |
| ---- | -- | ----------------- | ------------ | --------- | ------- | ----- |
| 1º   | 7  | Carl Fogarty      | Ducati       | 40:48.920 | 1º      | 20    |
| 2º   | 2  | Raymond Roche     | Ducati       | +0:02.990 | 3º      | 17    |
| 3º   | 17 | Scott Russell     | Kawasaki     | +0:03.070 | 9º      | 15    |
| 4º   | 1  | Doug Polen        | Ducati       | +0:10.160 | 2º      | 13    |
| 5º   | 5  | Fabrizio Pirovano | Yamaha       | +0:13.710 | 11º     | 11    |
| 6º   | 13 | Aaron Slight      | Kawasaki     | +0:16.110 | 7º      | 10    |
| 7º   | 3  | Robert Phillis    | Kawasaki     | +0:16.530 | 8º      | 9     |
| 8º   | 9  | Giancarlo Falappa | Ducati       | +0:23.780 | 5º      | 8     |
| 9º   | 30 | John Reynolds     | Kawasaki     | +0:23.800 | 13º     | 7     |
| 10º  | 48 | Daniel Amatriaín  | Ducati       | +0:30.390 | 10º     | 6     |
| 11º  | 59 | Takahiro Sohwa    | Kawasaki     | +0:36.070 | 4º      | 5     |
| 12º  | 21 | Robert McElnea    | Yamaha       | +0:37.450 | 14º     | 4     |
| 13º  | 8  | Baldassarre Monti | Honda        | +0:37.990 | 22º     | 3     |
| 14º  | 32 | James Whitham     | Suzuki       | +0:43.110 | 16º     | 2     |
| 15º  | 60 | Christer Lindholm | Yamaha       | +0:43.230 | 21º     | 1     |
| 16º  | 4  | Stéphane Mertens  | Ducati       | +0:57.520 | 12º     |       |
| 17º  | 31 | Ian Simpson       | Kawasaki     | +0:58.120 | 25º     |       |
| 18º  | 85 | Ernst Gschwender  | Kawasaki     | +0:58.280 | 20º     |       |
| 19º  | 12 | Jeffry de Vries   | Yamaha       | +0:59.310 | 15º     |       |
| 20º  | 96 | Simon Crafar      | Honda        | +1:06.830 | 29º     |       |
| 21º  | 55 | Florian Ferracci  | Ducati       | +1:07.240 | 18º     |       |
| 22º  | 57 | Jéhan D'Orgeix    | Kawasaki     | +1:15.540 | 32º     |       |
| 23º  | 52 | Bruno Bonhuil     | Yamaha       | +1:20.140 | 31º     |       |
| 24º  | 82 | René Rasmussen    | Yamaha       | +1:36.010 | 26º     |       |
| 25º  | 70 | Andreas Meklau    | Ducati       | +1:36.500 | 35º     |       |
| 26º  | 94 | Christophe Guyot  | Honda        | +1:37.260 | 34º     |       |

#### Ritirati
| Nº  | Pilota               | Motocicletta | Giri     | Griglia |
| --- | -------------------- | ------------ | -------- | ------- |
| 20  | Jean-Yves Mounier    | Yamaha       | +10 giri | 23º     |
| 49  | Virginio Ferrari     | Ducati       | +15 giri | 24º     |
| 37  | Trevor Nation        | Ducati       | +15 giri | 28º     |
| 93  | Piergiorgio Bontempi | Kawasaki     | +20 giri | 27º     |
| 98  | Ray Stringer         | Kawasaki     | +21 giri | 17º     |
| 6   | Terry Rymer          | Kawasaki     | +23 giri | 6º      |
| 101 | Vittorio Scatola     | Kawasaki     | +23 giri | 36º     |
| 58  | Richard Arnaiz       | Honda        | +24 giri | 30º     |